# 칼 메이스
칼 윌리엄 메이스(Carl William Mays, 1891년 11월 12일 ~ 1971년 4월 4일)는 메이저 리그 베이스볼에서 1915년부터 1929년까지 활약한 오른손 잡이 투수였다. 200승 이상(177선발승)을 기록하고, 1921년 홀로 27승(26선발승)을 기록하고, 4회의 월드 시리즈 우승을 한 메이스는 주로 1920년 8월 20일 클리블랜드 인디언스의 레이 채프먼을 사망하게 만든 빈볼을 던진 것으로 기억되고 있다. 채프먼은 필드 부상의 직접적 결과로서 사망한 유일한 메이저 리그 선수가 되었다.

## 선수 경력
자신의 제1차 세계 대전 징병 카드에 의하면 메이스는 1891년 11월 12일 켄터키주 리버티에서 태어났다. 그의 부친은 "윌리엄 헨리 메이스"로 불린 감리교 목사였다. 칼은 어린이로서 엄격한 양육을 가졌다. 메이스가 12세때 부친이 사망하였다. 메이스는 자신의 슬픔을 흡수하고, 무뚝뚝한 성격으로 결심하였다. 그의 최고 개인적 후원 단체는 그에게 친척 관계인 피어스와 제네비브 메이스로 불린 부부였고, 대리 노릇을 하는 삼촌과 숙모로 지냈다. 프로 야구 선수로서 그와 몇몇의 친구들은 야구의 세계 중에 있었다. 자신의 엄격한 감리교 양육 때문에 일부에서 전설적인 투수 크리스티 매슈슨이 했듯이 메이스는 일요일에 투구하는 것을 거부하였다.
자신의 잠수함같은 투구 동작에 언급으로 "Sub"이라는 별명이 붙었으며, 그는 스핏볼을 던지기로 알려졌다. 투구는 채프먼 사고의 당시 법적이었으나 채프먼의 사망은 메이저 리그 베이스볼에서 그 금지령을 위하여 일부적으로 책임이 있었다. 메이스는 또한 투수판에 접근한 아무 타자에게 내부로 던지는 버릇으로 알려지기도 했으며, 우수한 승패 기록에 불구하고 그는 전형적으로 자신의 타자들에서 아메리칸 리그의 지도적인 선수들 사이에 있었다.

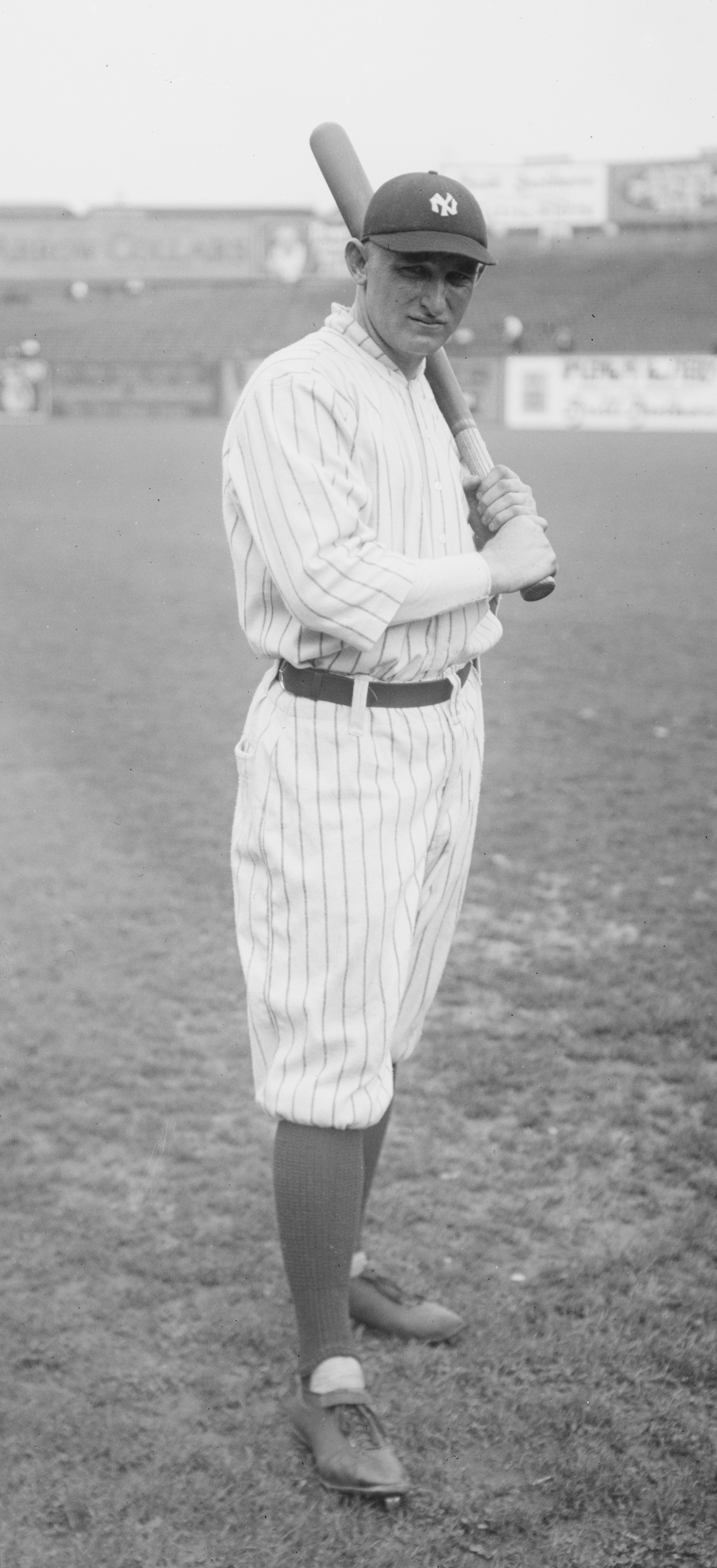
폴로 그라운즈에서 타자 포즈를 취하고 있는 메이스

1915년 보스턴 레드삭스의 일원이었던 동안 메이스는 디트로이트 타이거스의 타이 코브와 격한 대결에 있었다. 메이스는 코브가 배트에 각각 올때 그에게 공을 던졌다. 8번째 이닝에서 가까운 투구 후에 코브는 자신의 배트를 메이스의 방향에 던져 그를 "좋지 않은 개자식"으로 불렀다고 한다. 메이스는 코브를 "노란 개"라고 불리면서 응답하였다. 순서가 다시 시작된 후 메이스는 코브의 손목을 쳤다. 타이거스는 6 대 1로 경기를 우승하였고, 사건은 메이스의 평판을 사람사냥하는 야만인으로서 굳히었다.

## 레이 채프먼의 사망
뉴욕 양키스는 1920년 8월 16일 5번째 이닝에서 레이 채프먼이 본루에 올 때 클리블랜드 인디언스를 추적하고 있었다. 메이스는 그날 자신의 100번째 경력 우승을 추구하고 있었다. 채프먼은 첫 이닝에서 희생 번트를 가졌고, 3루에서 양키스의 1루수 월리 피프에 내야 플라이를 쳤다. 채프먼이 본루에 몰려드는 것에 화가 난 메이스는 자신이 스트라이크 존에 있었으나 채프먼이 분명히 전혀 보지 않은 것을 주장한 높은 패스트볼과 놓아 주었다. 채프먼의 머리에 스트라이크된 공의 충격은 채프먼의 배트를 쳤다고 생각한 메이스에게 너무 열심이었고, 공이 필드로 튀어오르면서 그것을 잡아 1루에서 피프에게 던졌다. 투구에 의한 안타 후에 자신의 본루를 차지하는 데 시도한 채프먼은 2번이나 바닥으로 떨어져 일어날 수 없었다. 인디언스의 동료 선수 트리스 스피커는 채프먼에 점검하는 데 갑판으로부터 서둘러 달려왔다. 그는 인디언스와 양키스로부터 선수들 몇명에 의하여 가입되었다. 하지만 메이스는 전혀 투수판을 떠나지 않았다.
채프먼은 병원으로 데려가졌으며, 외과 의사들이 부러진 두개골을 발견하고 수술을 하였다. 그는 수술 후에 시초적으로 회복된 것으로 보였으나 다음날 아침 일찍이 사망하였다. 메이스는 경기에 머물어 9번째 이닝에서 대체될 때까지 지속적으로 투구하였다. 인디언스는 경기를 4 대 3으로 우승하였다. 뉴욕 지방 검사는 사건이 사고였다고 결정하고, 아무 고발들이 제기되지 않았다.
채프먼이 사망한지 3달 후 인터뷰에서 메이스는 결과에 후회를 표현하였으나 자신이 일부러 채프먼을 타격한 것이 아니기 때문에 아무 죄책감을 느끼지 않았다고 말했다.

## 후반의 경력
메이스는 1921년 자신의 최고 시즌을 즐겼으며, 우승 (27), 투구 이닝 (336.2), 투구 경기 (49)와 우승률 (.750)에서 아메리칸 리그를 이끌었다. 하지만 같은 시즌에 양키스를 위하여 투수를 맡은 메이스는 공을 던지는 도움을 주는 데 다른 선수들이 후에 그를 고발한 월드 시리즈에서 활약하여 2년 일찍이 블랙삭스의 스캔들의 기억들을 도로 가져왔다. 이 소문들은 전혀 증명되지 않았으나 그들은 채프먼 사건과 약간 동의할 수 있는 것을 찾은 성격을 가짐 둘다로부터 다른 선수들 사이에 이미 부정적 평판과 함께 합쳐진 것에 충분히 길게 고집하여 그는 어떤 다른 투수들이었던 이들에 비교되는 일생의 통계치에 불구하고 전혀 야구 명예의 전당으로 선출되지 않았다.
레드삭스, 양키스, 신시내티 레즈와 뉴욕 자이언츠와 15년간 경력에 메이스는 리그 평균이 3.48이었을 때 29개의 완봉, 862개의 스트라이크아웃과 2.29의 방어율과 207승(177선발승) 126패의 기록을 수집하였다. 그는 5번이나 20번 혹은 이상(선발 20승 이상 - 1917년 21, 1918년 21, 1920년 23, 1921년 26)을 우승하였다. 그는 또한 배트와 자신의 실력들로 주목되어 5개의 홈런을 치고, 110개의 타점을 기록하여 투수를 위하여 보통과는 달리 높은 평점인 일생의 .268 타구 평균을 뽐냈다. 메이스는 1918년 8월 30일 자신이 필라델피아 애슬레틱스에 12 대 0, 그리고 4 대 1로 능가하면서 같은 날에 2개의 9 이닝 완료 경기 승리를 던져 올리는 데 단 하나의 레드삭스 투수이다. 그 우승들은 레드삭스가 경기를 가지는 데 4초 남으면서 3과 2분의 1 경기에 의하여 인디언스를 이끌면서 결말을 지은 리그 챔피언십으로부터 팀을 하나의 단계에 놓았다.

## 후기의 세월
자신의 선수 활약 경력 후에 메이스는 오리건주에서 야구 학교의 소유자이자 운영자였으며, 그의 가장 두드러진 참석자는 조니 페스키였다. 메이스는 또한 인디언스, 밀워키와 애틀랜타 브레이브스와 캔자스시티 로열스를 위하여 스카우트로 일하기도 하였다. 추가로 그의 의붓아들 제리 바토는 샌디에이고에 있는 후버 고등학교에서 야구 코치를 맡았고, 각각의 봄마다 메이스는 조언자와 수석 코치로서 지원하는 데 오리건주로부터 여행을 이루었다. 인터뷰에서 메이스는 그는 특히 어린 투수들과 일하는 것을 즐겼으나 자신이 팀의 일원들에게 어떻게 안전하게 경기를 활약하는 것을 가르치면서 자신의 가장 중요한 직무를 중요시 하였다.
1971년 4월 4일 캘리포니아주 엘카혼에서 사망하여 포틀랜드에 있는 리버뷰 묘지에 안장되었다. 그의 먼 사촌 조 메이스는 1999년부터 2006년까지 메이저 리그의 투수였다.

## 유산
2008년 8월 메이스는 2009년 미국 야구 명예의 전당으로 헌액을 위하여 베테랑 협회에 의하여 숙고되는 데 1943년 전에 자신들의 경력들을 시작한 10명의 전 선수들 중의 하나였다. 그는 비밀 투표의 대략 25% 밖에 임명되지 않아 헌액을 위하여 선발되지 않았다.

## 책들에 출연
마이크 소웰에 의한 책 〈The Pitch That Killed〉는 채프먼-메이스 사건들의 역사이다.
하워드 캐머릭에 의한 역사적 소설 〈The Curse of Carl Mays〉도 또한 사건의 역사를 자세히 말하고 있다.
댄 구트먼에 의한 어린이들의 책 〈Ray and Me〉는 메이스의 살인 투구로부터 레이의 생명을 구하는 데 조 스토섁과 그의 여행을 말하고 있다.
라일 스파츠, 스티브 스타인버그, 찰스 C. 알렉산더에 의하여 쓰여진 〈1921:The Yankees, the Giants, and the Battle for Baseball Supremacy in New York〉은 어떻게 메이스가 자신의 동료 선수들과 사회적 문제들을 가졌고, 사실 어떻게 그를 레드삭스로에서 양키스로 팔리는 데 이끌었나를 살피고 있다.